# Kip Pardue
Kevin Ian Pardue (Atlanta, 23 de setembro de 1975) é um ator e modelo norte-americano, mais conhecido por seus papéis nos filmes Remember the Titans, Driven e Thirteen.

## Biografia
Nascido em Atlanta, Geórgia, Pardue estudou na Dunwoody High School, em Atlanta. Depois de se formar na Universidade Yale, onde jogou futebol, Pardue foi descoberto pelo publicitário de Molly Ringwald. Ele tem sido um modelo para empresas como Armani e Abercrombie & Fitch.

## Filmografia
| Ano  | Título                                  | Papel                        | Notas                |
| ---- | --------------------------------------- | ---------------------------- | -------------------- |
| 1999 | But I'm a Cheerleader                   | Clayton Dunn                 |                      |
| 2000 | Whatever It Takes                       | Harris                       |                      |
| 2000 | Remember the Titans                     | Ronnie "Sunshine" Bass       |                      |
| 2001 | Driven                                  | Jimmy Bly                    |                      |
| 2002 | The Rules of Attraction                 | Victor Johnson               |                      |
| 2003 | Thirteen                                | Luke                         |                      |
| 2002 | Vacuums                                 | Jack Bentley                 |                      |
| 2003 | Devil's Pond                            | Mitch                        |                      |
| 2003 | Insanity                                | Jackson Singleton            | Curta-metragem       |
| 2003 | This Girl's Life                        | Kip                          |                      |
| 2004 | American Crime                          | Rob Latrobe                  | Diretamente em vídeo |
| 2004 | The Heart Is Deceitful Above All Things | Luther                       |                      |
| 2004 | Heróis Imaginários                      | Matt Travis                  |                      |
| 2004 | Glitterati                              | Victor Ward                  |                      |
| 2005 | Loggerheads                             | Mark Austin                  |                      |
| 2005 | Laura Smiles                            | Chris                        |                      |
| 2005 | Undiscovered                            | Euan Falcon                  |                      |
| 2005 | The Iris Effect                         | Paul Bergamo                 |                      |
| 2006 | Black Plum                              | Dad                          | Curta-metragem       |
| 2006 | Wasted                                  | Mitch                        |                      |
| 2007 | The Trouble with Romance                | Jack Romero                  |                      |
| 2007 | Ripple Effect                           | Tyler                        |                      |
| 2007 | The Wizard of Gore                      | Edmund Bigelow               |                      |
| 2007 | South of Pico                           | Robert                       |                      |
| 2007 | Remarkable Power                        | Preston                      |                      |
| 2008 | Stag Night                              | Mike                         |                      |
| 2009 | Bitter/Sweet                            | Brian Chandler               |                      |
| 2010 | Below the Beltway                       | Luke                         |                      |
| 2010 | All That Glitters                       | Kip Pardue - Clayton Donovan | Curta-metragem       |
| 2010 | Inspired by Bret Easton Ellis           | Victor Ward                  | Curta-metragem       |
| 2011 | The Briefcase                           |                              |                      |
| 2011 | Answer This!                            | Lucas Brannstrom             |                      |
| 2011 | Retail                                  | Robert                       | Curta-metragem       |
| 2011 | Hostel: Part III                        | Carter                       | Diretamente em vídeo |
| 2012 | The Introduction                        | Man                          | Curta-metragem       |
| 2013 | Phantom                                 | Yanis                        |                      |
| 2013 | Missionary                              | Ian Kingsmen                 |                      |
| 2013 | Slightly Single in L.A.                 | Zach                         |                      |
| 2015 | The Nymphets                            | Joe                          |                      |
| 2016 | American Fable                          | Abe                          |                      |
| 2016 | Beyond Valkyrie: Dawn of the 4th Reich  | Clarence Edward              |                      |
| 2018 | Brand New Old Love                      | David                        |                      |
| 2018 | Chokehold                               | Uncle Ray                    | Diretamente em vídeo |

| Ano       | Título                            | Papel                           | Notas                                           |
| --------- | --------------------------------- | ------------------------------- | ----------------------------------------------- |
| 1999      | 7th Heaven                        | Chris                           | Episódio: "Sometimes That's Just the Way It Is" |
| 2006      | House                             | Brent Mason                     | Episódio: "Forever"                             |
| 2006      | ER                                | Ben Parker                      | Recorrente                                      |
| 2008      | Princess                          | William Humphrey                | Filme para TV                                   |
| 2013      | Mad Men                           | Tim Jablonski                   | 2 episódios                                     |
| 2013      | The Nightmare Nanny               | Ben Gerson                      | Filme para TV                                   |
| 2013      | Holiday Road Trip                 | Davis                           | Filme para TV                                   |
| 2014      | Looking for Mr. Right             | George                          | Filme para TV                                   |
| 2014      | Ray Donovan                       | Agente do FBI Volchek           | 5 episódios                                     |
| 2015      | Agent X                           | Josh Robin                      | Episódio: "Back in Your Arms"                   |
| 2017      | Imposters                         | Kurt Radcliffe                  | Episódio: "Frog-Bikini-Eiffel Tower"            |
| 2017      | Law & Order: Special Victims Unit | Reverend Gary Langham           | Episódio: "Conversion"                          |
| 2017      | NCIS: Los Angeles                 | Michael Silva                   | Episódio: "Se Murio El Payaso"                  |
| 2017-2018 | Marvel's Runaways                 | Frank Dean                      | Elenco principal                                |
| 2018      | Hawaii Five-0                     | Agente Especial Douglas Fischer | Episódio: "Ka Hopu Nui 'Ana"                    |
| 2018      | Once Upon a Time                  | Chad                            | Episódio: "Chosen"                              |

| Ano  | Título                     | Papel        |
| ---- | -------------------------- | ------------ |
| 2017 | Resident Evil 7: Biohazard | Alan Douglas |

## Prêmios e indicações
| Ano  | Grupo                                 | Prêmio                      | Resultado | Notas               |
| ---- | ------------------------------------- | --------------------------- | --------- | ------------------- |
| 2000 | Las Vegas Film Critics Society Awards | Melhor Novato Masculino     | Indicado  | Remember the Titans |
| 2002 | Young Hollywood Awards                | Novo Stylemaker - Masculino | Venceu    |                     |
| 2005 | Vail Film Festival                    | Prêmio Estrela em Ascensão  | Venceu    |                     |